# Knolletjesleemhoed
De knolletjesleemhoed (Agrocybe arvalis) is een schimmel behorend tot de familie Strophariaceae. Hij leeft saprotroof op strooisel of houtsnippers in stadsparken, plantsoenen, loofbossen en lanen op voedselrijke bodem.

## Kenmerken

### Uiterlijke kenmerken
Hoed
De hoed heeft een diameter tot 3 cm. De vorm is bij jonge vruchtlichamen halfrond-kegelvormig, later spreidend, en uiteindelijk plat. Het is hygrofaan; in droge toestand beige, in vochtige toestand donker okerbruin. Het oppervlak is glad.
Lamellen
De lamellen zijn aanvankelijk lichtbeige, later roodbruin van kleur door de sporen.
Steel
De steel heeft een lengte van 4–7 cm en een dikte 2–4 mm. De vorm is cilindrisch alleen aan de basis iets dikker. Het oppervlak is fijn vezelig, aan de basis bedekt met een dichte, witte myceliumlaag. Er is geen ring. Het mycelium is verbonden met rhizomorfen.
Vlees
In de hoed delicaat en bros, in de steel elastisch.
Sporenprint
De sporenprint is bruin.

### Microscopische kenmerken
De sporen zijn elliptisch, glad, lichtbruin met een kiemporie en meten 9–10,5 × 5,2–6 µm.

## Verspreiding
De knolletjesleemhoed is bekend in Noord-Amerika, Europa en Japan. In Nederland komt de hij zeldzaam voor.